# Viking XPRS
Il Viking XPRS è un traghetto appartenente alla compagnia di navigazione finlandese Viking Line.

## Servizio

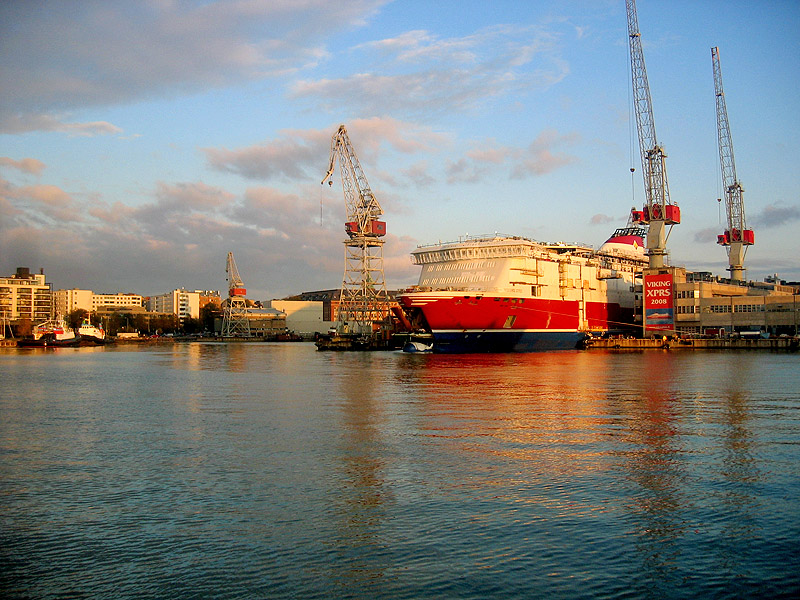
Il Viking XPRS in costruzione a Rauma nel 2007.

Varato il 20 settembre 2007 nel cantiere navale Aker Finnyard di Rauma con il nome di Viking XPRS e consegnato il 21 aprile 2008 alla Viking Line, salpa il 27 aprile successivo per il suo viaggio inaugurale tra Helsinki e Tallinn. Dal giorno successivo, prende servizio sulla medesima rotta in sostituzione del Rosella.
Nel suo primo anno di servizio, il traghetto ha trasportato circa un milione e mezzo di passeggeri, stabilendo il record per il maggior numero di passeggeri trasportati da un singolo traghetto in un anno di servizio nel Mar Baltico.
Dal 13 febbraio al 16 febbraio 2020 viene sottoposto a lavori di manutenzione straordinaria nei Turku Shiprepair a causa di un grave problema all'albero dell'elica.

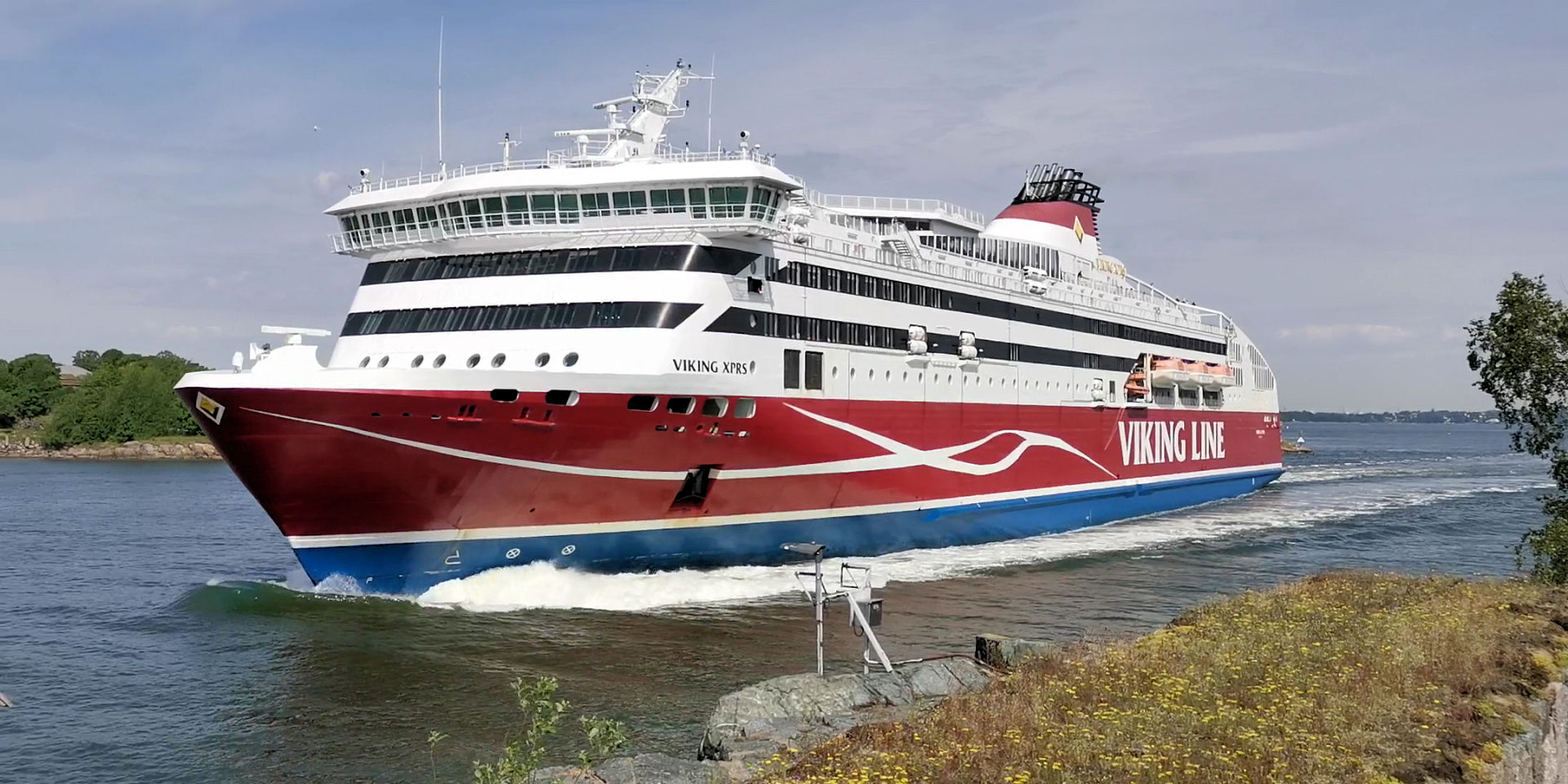
Il Viking XPRS in navigazione nel 2019.

Dal 1º aprile al 18 giugno 2020 viene disarmato ad Helsinki in seguito alla chiusura delle frontiere a causa della pandemia di COVID-19. La sera stessa, torna in servizio nei collegamenti tra Helsinki e Tallinn.
Dal 19 gennaio al 5 febbraio 2025 rimane in disarmo a Landskrona. Dal 7 febbraio torna regolarmente in servizio sulla Helsinki-Tallinn, dove opera tutt'oggi.

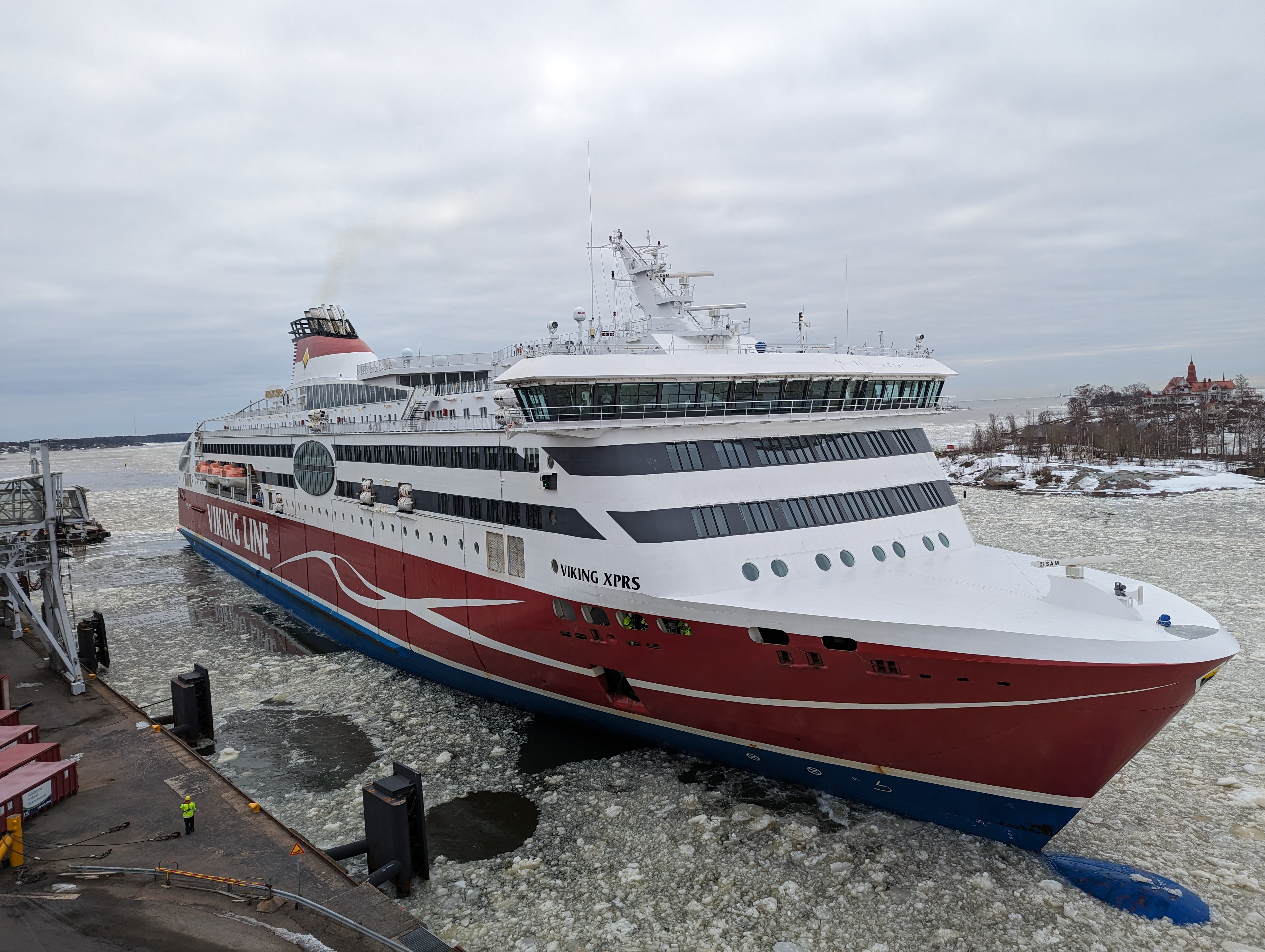
Il Viking XPRS in partenza da Helsinki nel 2024.